# Forsmarksån
Forsmarksån är ett vattendrag i norra Uppland, i Tierps och Östhammars kommuner. Den är ungefär 10 kilometer lång, 55 kilometer inklusive källflöden, och har ett avrinningsområde på 375 km², varav 69 % skogsmark, 17 % våtmarker, 9 % åker- och ängsmark samt 5 % sjöar.

## Sträckning och avrinningsområde
Den egentliga Forsmarksån kommer från Norra Åsjön och Södra Åsjön i Tierps respektive Östhammars kommun och rinner österut mot Öregrundsgrepen. Bruksdammen vid Forsmarks bruk är också av ansenlig storlek. 
Forsmarksåns avrinningsområde är rikt på sjöar. Utöver de ovan nämnda har Forsmarksån förbindelse med bland andra Ensjön, Åkerbysjön och Lissvass. Sjösystemets källsjöar ligger inom det så kallade Florarnaområdet med bland annat Finnsjön, Fälaren, Skälsjön, Vikasjön, Stora Agnsjön och Lilla Agnsjön. Utöver dessa finns det ett antal tjärnar eller trusk, som Risö trusk och Andersbo Liss-sjön. Båda dessa ligger i Florarna.

## Mänsklig användning
Avrinningsområdet är grundligt utdikat och själva ån kraftigt rensad. De flesta rensningarna gjordes under 1700 och 1800-talet vilket har gjort att ån på långa sträckor återtagit något av ett naturtillstånd. Det finns fyra dammar som utgör vandringshinder för fisk. 
Det finns badplatser i en liten damm i anslutning till Lövstabruk och sjöarna Finnsjön och Fälaren.